# Староселка
Старосе́лка (рос. Староселка, чув. Староселка) — присілок у складі Цівільського району Чувашії, Росія. Входить до складу Опитного сільського поселення.
Населення — 246 осіб (2010; 232 у 2002).
Національний склад:
- чуваші — 80 %